# Liste der denkmalgeschützten Objekte in Lichtenberg (Oberösterreich)
Die Liste der denkmalgeschützten Objekte in Lichtenberg enthält das einzige denkmalgeschützte, unbewegliche Objekte der Gemeinde Lichtenberg in Oberösterreich (Bezirk Urfahr-Umgebung).

## Denkmäler
| Foto |                 | Denkmal                                        | Standort                               | Beschreibung | Metadaten |
| ---- | --------------- | ---------------------------------------------- | -------------------------------------- | --- | --- |
| ja   | Datei hochladen | Giselawarte HERIS-ID: 110499 Objekt-ID: 128204 | Auf der Gis 4 Standort KG: Lichtenberg | Die Giselwarte wurde 1857 fertiggestellt und nach der 1856 geborenen Prinzessin Gisela benannt. Auf Grund des Wachstums des umliegenden Waldes musste die Warte bereits 1881 aufgestockt werden. 1959 erfolgte eine weitere Aufstockung um zwei Stockwerke. | BDA-Hist.: Q37819120 Status: Bescheid Stand der BDA-Liste: 2025-06-30 Name: Giselawarte GstNr.: .242 Giselawarte |